# 邦德里縣
邦德里縣（英語：Boundary County）是美國愛達荷州最北部的一個縣，北鄰加拿大（這也是縣名的由來），西鄰華盛頓州，東鄰蒙大拿州。面積3,311平方公里。根據美國2000年人口普查，共有人口9,871人（2005年估計為10,619人）。縣治邦納斯費里（Bonners Ferry）。
成立於1915年1月23日。